# Anne Wojcicki
Pour les articles homonymes, voir Wojcicki.
Anne E. Wojcicki (woʊˈdʒɪtski), née le 28 juillet 1973, est une scientifique américaine, spécialiste en biotechnologies et en génomique. Elle est une personnalité du monde des affaires, cofondatrice de la société 23andMe et milliardaire après l'introduction de sa société au Nasdaq.

## Biographie
Anne Wojcicki est née dans le comté de San Mateo, dans la Silicon Valley, en Californie. Elle est la fille de Stanley Wojcicki, professeur de physique, de l'université Stanford, et d'Esther Hochman, une enseignante qui a étudié l'histoire à la Sorbonne. Ses parents sont américains, catholique et issu d'une famille polonaise pour le père et d'une famille russe et juive pour la mère. Ils ont quatre enfants : sa sœur Susan est devenue directrice générale de  YouTube, et Janet est épidémiologiste à la faculté de médecine de l’université de San Francisco. Son petit frère est décédé à la suite d'une erreur médicale alors qu'il avait 18 mois.
Sa sœur Susan est notamment connue pour avoir loué une chambre d'amis et un garage, au 232 Santa Margarita à Menlo Park, près de l'université Stanford, aux deux fondateurs de Google (à l'époque de la startup), Larry Page et Sergey Brin, qui s'en sont servis comme premier local et siège social de leur entreprise. Susan est à cette occasion devenue une des premières employées de Google, dont elle devient par la suite membre du comité directeur.
Anne Wojcicki fait ses études à l'université Yale et obtient une licence de biologie.
Après ses études, Anne Wojcicki travaille dix ans dans la gestion des investissements dans le domaine de la santé, et particulièrement dans les entreprises de biotechnologie. En 2006, elle quitte ces activités pour cofonder avec Linda Avey le site 23andMe, positionné sur le marché des tests génétiques,,, ; en juin 2007, peu après le mariage d'Anne avec Sergey Brin en mai, Google investit 3,9 millions de dollars dans cette entreprise.

## Fortune
Depuis la fusion de 23andme avec la SPAC VG Acquisition Corp. du milliardaire Sir Richard Branson et son introduction au Nasdaq, Anne Wojciki dispose de 99 millions d'actions de la société fusionnée ce qui porte sa fortune professionnelle à 1,3 milliard de dollars.

## Vie privée
Anne Wojcicki s'est mariée avec Sergey Brin, cofondateur de Google, en mai 2007. Ils ont eu un fils en décembre 2008, et une fille à la fin de l'année 2011. Des médias américains annoncent en 2013 qu'Anne Wojcicki et Sergey Brin vivent désormais séparément, ils divorcent en 2015.